# 버킨백

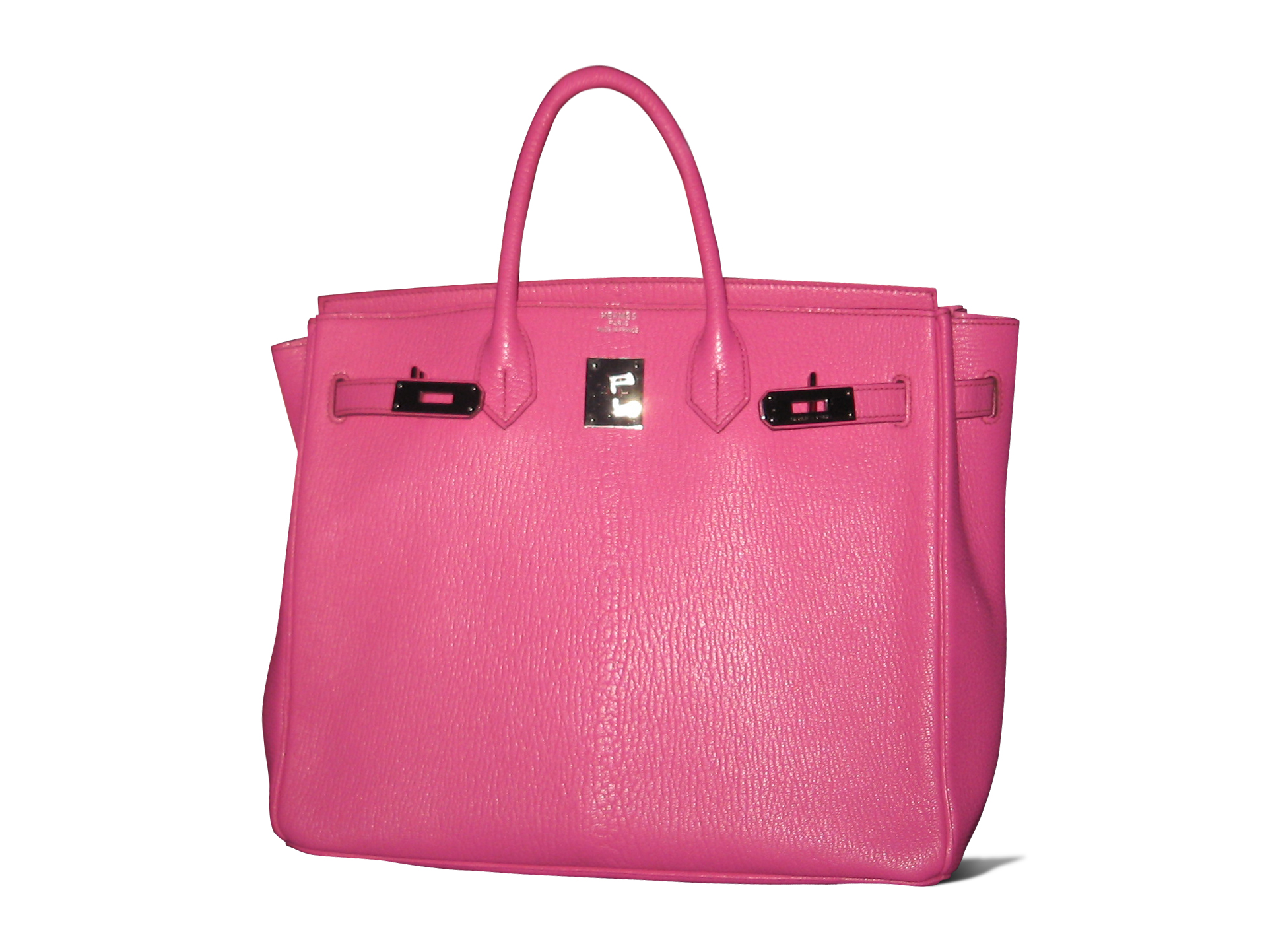
에르메스의 분홍색 버킨백

버킨백(Birkin bag)은 프랑스 명품업체 에르메스가 1984년 선보인 토트백이다. 버킨백은 가죽으로 만든 수제 가방으로 영국계 프랑스인 배우이자 가수인 제인 버킨의 이름을 따왔다.
가격은 7,500파운드에서 10만 파운드(1,300만 원에서 1억 8천만 원)에 이르기까지 다양하다. 사용된 가죽에 따라 가격이 달라지며 희귀한 가죽은 사용했을 경우 훨씬 비싸진다. 가방은 100% 프랑스 장인들에 의해 만들어지는데, 인력 부족과 예측할 수 없는 일정으로 에르메스 매장에는 한정된 수량으로 유통된다. 25cm의 작은 크기는 핸드백이나 지갑으로도 사용할 수 있다.
에르메스 버킨가방이 만들어진데는 에피소드가 있었다. 에르메스 회장이 비행기 옆자리에 앉았던 여자가 가방에서 무엇인가를 찾으려다 가방안에 있는 물건들을 다 쏟는 것을 보고는 "내가 당신을 위해 유용한 가방을 만들어 주겠습니다."라고 말하고서 만든 가방이 버킨가방이다. 그 때 비행기 옆자리에 앉았던 여인이 바로 제인 버킨이었다.
나집 라작 전 말레이시아 총리의 부인, 로스마흐 만소르는 유명한 버킨백 수집가로 알려져 있다.

## 같이 보기
- 잇백
- 켈리백